# 阿倍石井
阿倍 石井（あべ の いわい、生没年不詳）は、奈良時代中期の女官。孝謙天皇の乳母の1人。姓は朝臣。官位は正五位下・命婦。

## 経歴
天平勝宝元年（749年）7月、孝謙天皇の即位とほぼ同時に、ほかの天皇の乳母（山田比売島・竹乙女）とともに、従五位下を授けられている。それまでは、3人いる天皇の乳母の中では一番位階が低かった。
淳仁朝の天平宝字5年（761年）1月、正五位下に昇叙する。
ほかの2人の乳母に比べて、経歴の不明な点が多いが、孝謙天皇の「阿倍内親王」の名前は、この乳母の名前からとられている。

## 官歴
『続日本紀』による。
- 時期不詳：従六位下
- 天平勝宝元年（749年）7月3日：従五位下
- 天平宝字5年（761年）1月2日：正五位下